# Palaua straminea
Palaua straminea је пуж из реда Stylommatophora и фамилије Euconulidae. 

## Угроженост
Подаци о распрострањености ове врсте су недовољни.

## Распрострањење
Палау је једино познато природно станиште врсте.

## Станиште
Врста Palaua straminea има станиште на копну.